# قضاء الفجر
قضاء الفجر هو أحد أقضية شمال محافظة ذي قار، جنوب العراق. استحدث القضاء في يوم 27 حزيران سنة 2019 وفيه 27 مقاطعة، وكان قبل ذلك ناحيةً مساحتها 433 كم قبل إنشاء القضاء، ومركز القضاء هو مدينة الفجر. تقديرات وزارة التخطيط العراقية . لسكان قضاء الفجر لسنة 2024 أنهم 90 ألف نسمة ساكناً.

## قرى قضاء الفجر
حي ابو غنم
حي البوسعد
الشموس
حي شراد
حي الجمعيه
حي العسكري
حي الشهداء
ميسلون
الصداقة
حي الكثبان
محلة حسن علوان
منطقة الزراعي
منطقة الاشتراكي ( ال بو فضل و ال عايد و ال حجام و ال بوحمد)
منطقة الكريشات وال زامل
منطقة ال بوحمد ( ال والي)
منطقة جعفر الطيار

## حدود القضاء
- ناحية الموفقية  و الحي (العراق) شمالاً، في محافظة واسط
- قضاء قلعة سكر جنوباً وجنوب شرق
- محافظة ميسان شرقاً
- قضاء آل بدير، غرباً، التابع محافظة القادسية